# Juan Alfonso Enríquez de Cabrera y Colonna
Juan Alfonso (o Alonso) Enríquez de Cabrera (Medina de Rioseco, 3 de marzo de 1594-7 de febrero de 1647) fue IX almirante de Castilla, V duque de Medina de Rioseco y VII conde de Melgar. Perteneció al importante linaje de los Enríquez y fue también mayordomo mayor de Felipe IV. 

## Biografía
Hijo de Luis Enríquez de Cabrera y Mendoza, IV duque de Medina de Rioseco,, VI conde de Melgar, VIII almirante de Castilla y caballero de la Orden del Toisón de Oro, heredó el mayorazgo con seis años de edad, por lo que su madre, Vittoria Colonna Henríquez-Cabrera, asumió la tutoría de la casa. Durante su señorío Felipe IV concedió el título de ciudad a su villa de Medina de Rioseco (1632). Intentó conseguir el favor del rey para destituir al valido, el Conde-duque de Olivares, Gaspar de Guzmán, pero fue nombrado virrey de Sicilia para apartarlo del supuesto complot.

### Matrimonio e hijos
Casó en primeras nupcias con Francisca de Sandoval y Padilla y en segundas, 28 de noviembre de 1612 con Luisa de Sandoval y Padilla, hermana de su primera esposa, ambas hijas del I duque de Lerma, valido de Felipe III, I duque de Uceda y I duque de Cea. Le sucedió su hijo del segundo matrimonio: Tuvieron dos hijos, una hija que murió joven en Nápoles y Juan Gaspar Enríquez de Cabrera y Sandoval (1625-1691), el hijo menor y único que los sobrevivió dando continuidad al linaje.
| Predecesor: Luis Enríquez de Cabrera                              | Almirante de Castilla 1603-1647          | Sucesor: Juan Gaspar Enríquez de Cabrera       |
| Predecesor: Francisco de Melo, conde de Assumar                   | Virrey de Sicilia 1641-1644              | Sucesor: Pedro Fajardo, marqués de los Vélez   |
| Predecesor: Ramiro Núñez de Guzmán, duque de Medina de las Torres | Virrey de Nápoles 6 de mayo de 1644–1646 | Sucesor: Rodrigo Ponce de León, duque de Arcos |